# Aeone
Aeone Victoria Watson, plus connue sous le mononyme d’Aeone (née en 1959 à Liss) est une chanteuse britannique.

## Carrière
Au début de sa carrière, sous le nom de Vikki Watson, elle représente le Royaume-Uni au Concours Eurovision de la chanson 1985 avec la chanson Love Is qui prend la quatrième place.
Elle se détourne ensuite de l'industrie musicale. Elle se consacre à une musique d'inspiration New Age, traditionnelle ou du monde. Elle s'installe à Los Angeles. Elle devient compositrice pour le cinéma et la télévision.

## Discographie
Albums
- 1991 : Window to a World
- 1999 : Aeone
- 1999 : The Celtic Tales
- 1999 : The Woman's Touch
- 2002 : Point of Faith
- 2007 : The Blessing
- 2009 : Atmospheric
- 2012 : Many voices
- 2014 : Love is the Healer